# A Million
Pour plus de détails, voir Fiche technique et Distribution.
A Million (hangeul : 10억, RR : 10-eok, littéralement « 10 milliards ») est un thriller psychologique sud-coréen réalisé par Jo Min-ho, sorti en 2009.

## Synopsis
Huit candidats sont sélectionnés pour participer à une émission de télé-réalité (dans le même genre que Koh-Lanta en version coréenne). Le jeu consiste à survivre à sept épreuves sur une île déserte d'Australie, avec comme récompense au vainqueur un million de dollars ! Mais, le groupe n'est pas au courant que le directeur du show est en réalité un meurtrier qui cherche à venger la mort de sa femme. Le jeu prend une autre forme quand le premier candidat éliminé est retrouvé mort : « s'échapper de l'île le plus vite possible »…

## Fiche technique
- Titre original : 10억
- Titre international : A Million
- Réalisation : Jo Min-ho
- Scénario : Jo Min-ho et David Cho, d'après une idée de David Cho
- Décors : Seo Myeong-hye
- Costumes : Yang Min-hye
- Photographie : Ryu Jae-hun
- Son : Lee Seung-chul
- Montage : Kim Sun-min
- Musique : Jang Young-gyu et Dalparan
- Production : David Cho
- Société de production : [Laquelle ?]
- Société de distribution : Sidus FHN
- Pays d'origine : Corée du Sud
- Langue originale : coréen
- Genre : thriller psychologique
- Durée : 114 minutes
- Date de sortie :
  -  Corée du Sud : 6 août 2009
- Public : Interdit aux moins de 15 ans lors de sa sortie en Corée du Sud

## Distribution
- Park Hae-il : Han Gi-tae
- Park Hee-soon : Jang Min-cheol, le directeur
- Shin Min-a : Jo Yoo-jin
- Lee Min-ki : Park Cheol-hee
- Lee Chun-hee : Choi Wook-han
- Jeong Yu-mi : Kim Ji-eun
- Go Eun Ah : Lee Bo-young
- Kim Hak-soon : Ha Seung-ho
- Jung Suk-yong : le cadreur
- Choi Moo-sung : le détective Kim

## Production
A Million a été tourné à partir de mi-février 2009 en Australie.